# 841 TCN
841 TCN là một năm trong lịch La Mã.